# Katharina Christina Ålenning-Krey

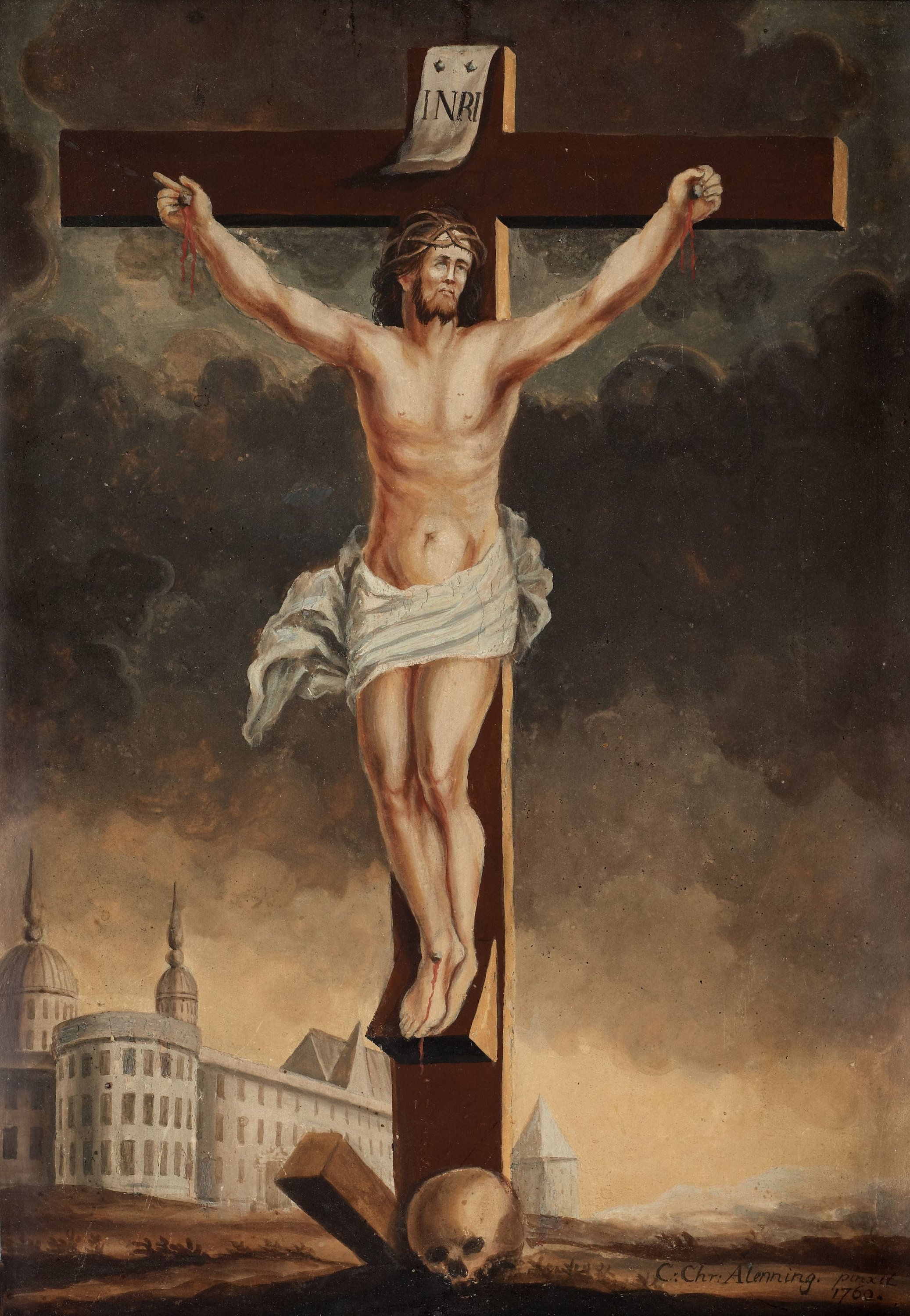
Kristus på korset målad av Katharina Christina Ålenning-Krey på 1700-talet avfotograferad från en bok

Katharina Christina Ålenning-Krey, född 26 november 1746 i Stockholm, död 1 september 1790 i Stockholm, var en svensk miniatyrmålare och gravör.
Hon var dotter till guldsmeden Carl Ålenning och Wendela Howenschöld och från 1784 gift med fältläkaren och assessorn Fredric Krey. Bland hennes bevarade arbeten märks en gouache på pergament som föreställer Kristus på korset. Vid hennes bouppteckning noterades att hon efterlämnade 36 små miniatyrtavlor med förgyllda ramar, två stycken conterefaits och 56 större tavlor. 